# Destroy Erase Improve
Destroy Erase Improve är det andra studioalbumet med det svenska progressiva extrem metal-bandet Meshuggah. Albumet släpptes maj 1995 av det tyska skivbolaget Nuclear Blast. Albumet är ett av Meshuggahs mest uppskattade och innehåller live-favoriten "Future Breed Machine" som ofta brukar avsluta Meshuggahs spelningar. Albumet återutgavs 2008 under namnet Destroy Erase Improve Reloaded med 5 bonusspår.

## Låtlista
1. "Future Breed Machine" – 5:48
2. "Beneath" – 5:07
3. "Soul Burn" – 5:17
4. "Transfixion" – 3:33
5. "Vanished" – 5:04
6. "Acrid Placidity" (instrumental) – 3:15
7. "Inside What's Within Behind" – 4:30
8. "Terminal Illusions" – 3:47
9. "Suffer in Truth" – 4:19
10. "Sublevels" – 5:14

Text: Tomas Haake (spår 1–5, 7, 10), Jens Kidman (spår 8, 9)
Musik: Fredrik Thordendal (spår 1–5, 7, 8, 10), Tomas Haake (spår 3), Mårten Hagström (spår 4, 6), Jens Kidman (spår 7, 9)
Bonusspår på Destroy Erase Improve Reloaded (2008)
1. "Vanished" (demo) – 5:34
2. "Suffer in Truth" (demo) – 4:27
3. "Inside What's Within Behind (demo) – 4:11
4. "Gods of Rapture" (live) – 4:54
5. "Aztec Two-Step" – 10:44

## Medverkande
Musiker (Meshuggah-medlemmar)
- Tomas Haake – trummor, tal
- Jens Kidman – sång
- Fredrik Thordendal – sologitarr, synthesizer
- Mårten Hagström – rytmgitarr
- Peter Nordin – basgitarr

Produktion
- Daniel Bergstrand – producent, ljudtekniker, ljudmix
- Meshuggah – producent, omslagsdesign
- Fredrik Thordendal – ljudtekniker
- Peter In de Betou – mastering
- Stefan Gillblad – omslagskonst